# Clanidopsis exusta
Genre
Espèce
Clanidopsis exusta est une espèce de lépidoptères de la famille des Sphingidae, de la sous-famille des Smerinthinae, de la tribu des Smerinthini. Elle est la seule du genre monotypique Clanidopsis.

## Description
L'envergure du papillon varie de 70 à 96 mm. Il est très proche des espèces du genre Clanis, mais la trompe est beaucoup plus courte, l'aile antérieure est plus large et non falciforme apicalement. Le dessous de l'aile antérieure est dépourvu de strie noire postérieure à la cellule discale et sur la face dorsale de l'aile postérieure il manque la tache basale noire.

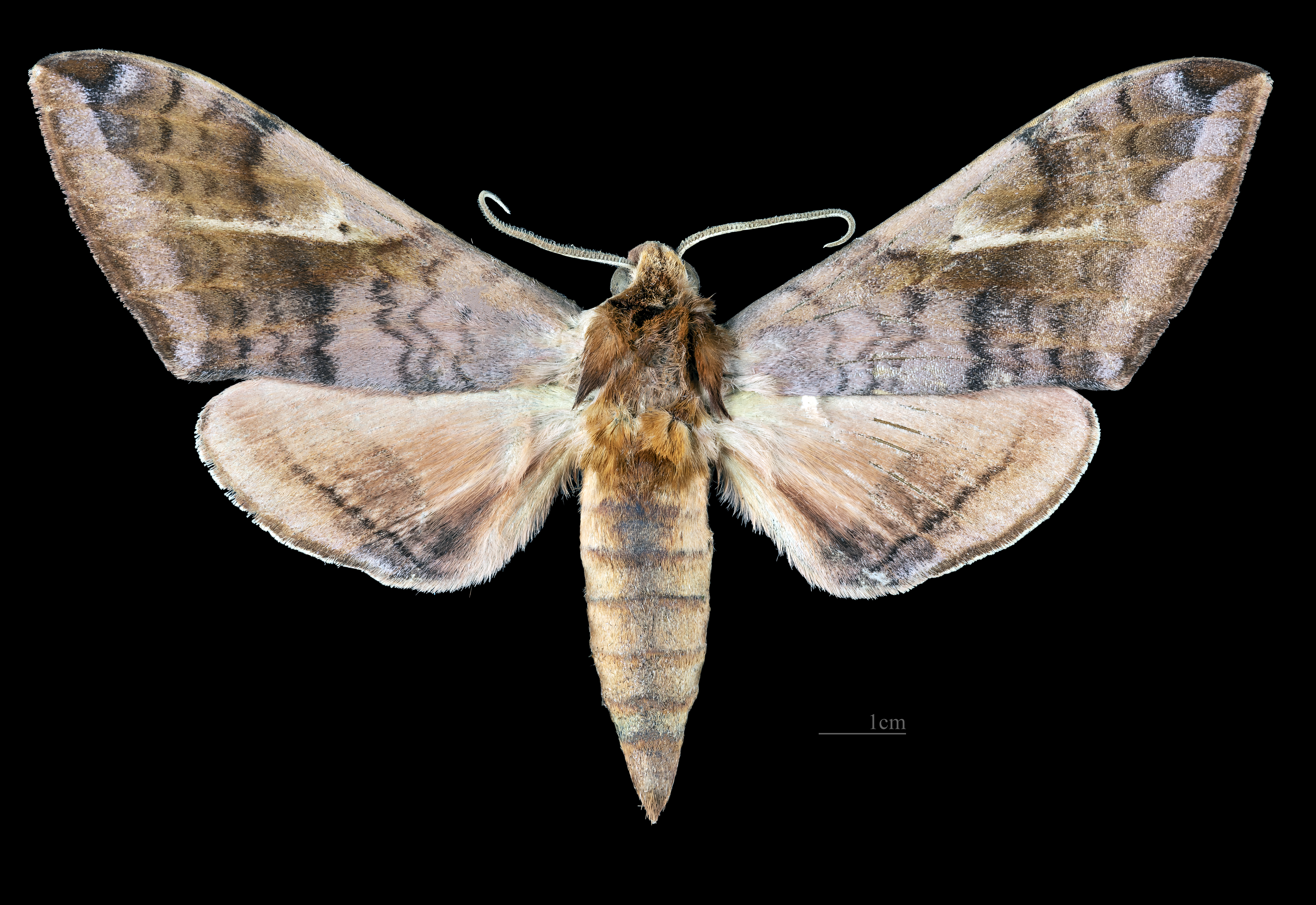
Avers du mâle (coll.MHNT)
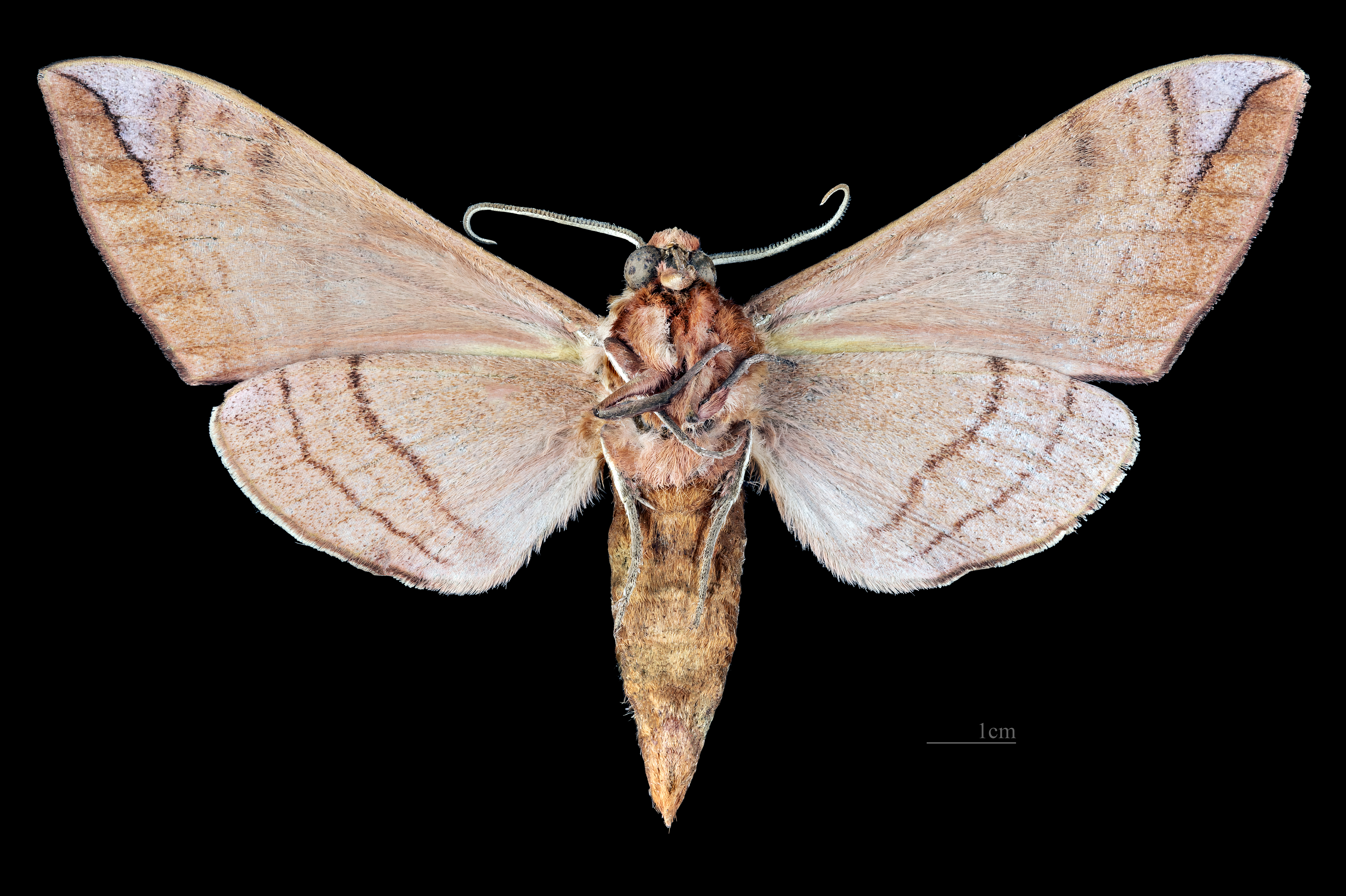
Revers du mâle (coll.MHNT)

## Répartition
L'espèce est connue au nord du Pakistan (Margalla Hills) et nord-ouest de l'Inde, vers l'est le long des pentes sud de l'Himalaya au centre de Népal, au Tibet et à Hubei en Chine.

## Biologie
Les chenilles ont été observées sur le genre Indigofera en Inde.

## Systématique
- Le genre a été décrit par les entomologistes Lionel Walter Rothschild et Heinrich Ernst Karl Jordan en 1903[2]
- L'espèce Clanidopsis exusta a été décrite par l'entomologiste britannique Arthur Gardiner Butler en 1875 sous le nom initial de Basiana exusta[3].